# アクセル・カーン
アクセル・カーン（Axel Kahn, 1944年9月5日 - 2021年7月6日 ）は、フランスの科学者、遺伝学者。ジャーナリスト、ジャン＝フランソワ・カーンは兄である。

## 生涯
1992年から2004年まで、フランス国家諮問倫理委員会の一員であり、遺伝子治療の分野に従事した。カーンは最初に、フランス国立保健医学研究機構（INSERM）に生化学の専門家として入所した。その後、2002年に欧州委員会から、生命科学と生物工学に関する事柄の相談役に任命される。1984年から2007年までは生物医学を専門とするフランス国立研究室の所長を務め、同年にはパリ・デカルト大学の総長に選出されている（ただし、立候補者はカーンしかいなかった）。
フランス国内では遺伝学と倫理学を公衆に説明するためにメディアに登場することで知られているカーンは、公務員としてヨーロッパ向けの遺伝子組み換え作物を管理する委員会の代表でもあった。

## 科学についての見解
カーンは、フランスの生物医学雑誌 (Médecine/Sciences; 2005 Impact Factor: 0.541) の編集者であったが、1999年に、「（学術雑誌として）出版されたもののうち、80パーセントから90パーセントのものには、本当に興味が持てるものはほとんどない」とし、「ほとんどの雑誌はまめに相談に来ることはない」と述べている。
カーンは、「オクスフォードの生物学者であるリチャード・ドーキンスの言う『利己的な遺伝子』と遺伝子決定論は不正確である」とし、「個人的には、私は超遺伝子決定論に対して、また『利己的な遺伝子』によるドーキンス理論に対して強く反対するものである」と述べている。
2004年、カーンは請願書に署名し、パリを本拠地として公的資金により援助されているコシン研究所の所長の職を辞すと政府を脅している。調査・研究に対する政府の予算削減がその理由であった。

## 医療措置についての見解／立場

### 遺伝子治療
カーンは生殖細胞遺伝子による治療に反対している。治療法としての価値は全く無いと主張し、世界保健機構を通じて全世界的に禁止されるよう働きかけている。

### 幹細胞
幹細胞については治療であるとし、「科学が科学のみで幹細胞について結論を出すことはできない。しかし、科学的事実を明確にすることなしには倫理的問題について議論することは不可能である」と述べている  。
カーンは、「胎芽が、試験管内で受精させた後に冷凍保存されいずれ廃棄されると決められているにせよ、それはやはり科学の進歩のために使用されるべきである。なぜならその胎芽が潜在的に人間として成長する可能性を秘めていようがいまいが、その時点ではその胎芽の運命は研究のために用いられるか殺されるかのいずれかであり、そして「人類の計画」に貢献することができる唯一の可能性は、科学的研究の助けとなることしかないからだ、というのである。この見解（カーンは自分自身のことを人道主義者だと言っている）について、宗教的理論家の中には「胎芽の人間性を尊重しようとする姿勢が見られない」とするものもいる。

### 不妊治療
1995年には、カーンは「卵細胞質内精子注入法」について反対を唱え、注目されていた。この治療方法のことを「不妊に用いられるべきものでない、実験的治療法である」とみなしていたのである。この方法が抱えている危険性の高さを考えた時に、この治療法にはそれを正当化することが可能なだけの適切さが欠けていると考えたのである。
カーンはまた、他の生殖能力のない家族のために自分達の子供を養子に出す家族のことについても反対意見を述べている。米国で、62歳のフランス人女性が兄弟の精子を移植された後に出産した事例について反対意見を述べた際には、カーンは「社会的近親相姦である」として抗議し、「最も重要なことは、この移植に携わった医者達が存在するということであり、そしてこの医者達がなぜ施術したかというと、気前よく支払ってもらったからだ」と続けている。

### クローン化
カーンは、「しかし倫理的観点からすれば、いくつかの理由からクローン化に基づく人類の複製を合法化することには、私は完全に反対である」と言っている。「この方法が公認されると、何人かの人間達が自分達の姿形と同じ人類を創り出すことになるだろう…この種の支配は、それが肉体的なものに限定されていたとしても、耐えられないものである。何が誰かに性別の選択権や目の色や髪の色の選択権、あごの形や人間としての性格を選ぶ権利を与えることができるだろうか。したがって、私には生殖のクローン化を合法化する理由が見出せない。治療法としてのクローン化に関しては、問題点を指摘することができる。すなわち、考え得る治療目的のクローン化を作るより前に、人間をクローン化する技術が発見されねばならない」と主張している。
カーンは、「治療型クローンはまったく効果は表さないだろう」とも言っている。

## 政治的立場
「イスラエルは、現在の場所で永続的な状態を保つことは不可能である」、「人口統計、法律、そして西側諸国の安心感を得られない良心、こうした要素が、イスラエルの安定の妨げとなっているのである」と述べ、イスラエルの製品の購買拒否を呼びかけた。

## 参照
1. ↑  “Axel Kahn, médecin, généticien et essayiste est mort” (フランス語). ル・モンド. (2021年7月6日) 2021年7月6日閲覧。
2. ↑  Nature via mailing list, 1999 APR 29. Consulted on August 11, 2007.
3. 1 2 3  Carpe Diem Communication, PROFESSOR AXEL KAHN: " FUTURE IS NOT WRITTEN"… Archived 2008年4月1日, at the Wayback Machine.. Consulted on August 11, 2007.
4. ↑  Leading French Geneticist and Bioethicist Threatens to Resign if his Government Doesn't "take immediate and significant steps to boost French research". Archived 2007年9月27日, at the Wayback Machine.. Consulted on August 11, 2007.
5. ↑  Nature, WHO's bioethics code likely to stir debate. Consulted on August 11, 2007.
6. ↑  European Commission, Stem Cells: Therapies for the Future?. Consulted on August 11, 2007.
7. ↑  British Medical Journal, France debates ethics of sperm injection techniques. Consulted on August 11, 2007.
8. ↑  Label France, Feature : Biotechnologies : do they endanger Mankind?. Consulted on August 11, 2007.
9. ↑  “アーカイブされたコピー”. 2013年1月24日時点のオリジナルよりアーカイブ。2013年1月24日閲覧。.